# Johann Gottfried Galle
Johann Gottfried Galle, född 9 juni 1812 i Pabsthaus nära Wittenberg, död 10 juli 1910 i Potsdam, var en tysk astronom.
Han blev 1835 observator vid observatoriet i Berlin och var 1851–1897 direktor för observatoriet i Breslau. Den 23 september 1846 upptäckte han den av Urbain Jean Joseph Leverrier förut beräknade planeten Neptunus. Hans utgivna arbeten behandlar dels astronomiska, dels meteorologiska ämnen. Särskilt lämnade han (1875) ett värdefullt bidrag till bestämningen av solparallaxen. Vidare upptäckte han flera nya kometer. Galles upptäckter föranledde två gånger Franska vetenskapsakademien att tilldela honom Lalandeska priset (1839 och 1846). Bland hans många skrifter märks Verzeichniss der Elemente der bisher berechneten Cometenbahnen nebst Anmerkungen und Literaturnachweisen (1894).
Asteroiden 2097 Galle är uppkallad efter honom.